# 성남 천림산 봉수지
천림산봉수지(天臨山烽燧址)는 대한민국 경기도 성남시 수정구 금토동에 있는 봉수지이다. 2002년 9월 16일 경기도의 기념물 제179호로 지정되었다.

## 개요
천림산 봉수는 현재 성남시 수정구 금토동 산35번지 일대에 위치하고 있다. 이곳은 속칭 달이내고 개라고 하는데 청계산의 주봉인 망경대와 국사봉(해발540m)사이에 동북쪽으로 뻗은 능선의 말단부 해발 198m 지점이다.

## 참고 문헌
- 천림산봉수지 - 국가유산청 국가유산포털